# Lābāši-Marduk
Lābāši-Marduk (auch La-abasi-Marduk, La-abaschi-Marduk, Labasi Marduk, Labaschi Marduk; † 556 v. Chr. in Babylon) gilt als Sohn des Nergal-šarra-uṣur. Er hatte als babylonischer König 556 v. Chr. nur eine sehr kurze Amtszeit und fiel einem Mordanschlag zum Opfer. Die erste Anordnung als König stammt vom 27. April 556 v. Chr.; auf den 14. Juni 556 v. Chr. wurde seine letzte Verlautbarung datiert.
Die Mörder Lābāši-Marduks gehörten einer babylonischen hochstehenden Gruppe der Oligarchie an. Gleiche Kreise hatten zuvor Nergal-šarra-uṣur an die Macht gebracht, um eigene wirtschaftliche Interessen durchzusetzen.
Nabonid wurde sein Nachfolger und beschrieb Lābāši-Marduk anschließend als „einen jungen Mann, der nicht die Regeln gelernt hatte, die für das richtige Benehmen notwendig sind. Es war für ihn nicht gerade förderlich, sich gegen den Willen der Götter zu stellen“.